# Семейство Флинтстоун: Разбиване през Каменната ера
„Семейство Флинтстоун: Разбиване през Каменната ера“ (на английски: The Flintstones & WWE: Stone Age SmackDown!) е американски анимационен филм, който излиза на DVD на 17 март 2015 г. Това е първата нова продукция за „Семейство Флинтстоун“ от почти 14 години насам и първата, в която не са замесени създателите Уилям Хана и Джоузеф Барбера.
Това е първата продукция за Флинтстоун, направена без участието на Уилям Хана и Джоузеф Барбера. Също така, това е и първият път, в който г-н Слейт не се озвучава от Джон Стивънсън.

## „Семейство Флинтстоун: Разбиване в Каменната ера“ в България
В България филмът е излъчен по HBO на 19 март 2016 г. от 20:10. Дублажът е на студио Доли. Екипът се състои от:
| Преводач            | Анна Делчева                                                           |
| Озвучаващи артисти  | Ася Рачева Елена Бойчева Иван Велчев Константин Каракостов Росен Русев |
| Тонрежисьор         | Ясен Пенчев                                                            |
| Режисьор на дублажа | Йоанна Микова                                                          |

На 6 март 2020 г. е излъчен по bTV Comedy в петък от 10:00. Дублажът е на студио Медия линк. Екипът се състои от:
| Озвучаващи артисти  | Елена Русалиева Ася Рачева Александър Митрев Цанко Тасев Николай Николов |
| Преводач            | Невена Генчева                                                           |
| Тонрежисьор         | Емил Енев                                                                |
| Режисьор на дублажа | Милена Манчева                                                           |